# Bahia Castillo (Schiff, 1913)
Die Bahia Castillo der Hamburg-Südamerikanischen Dampfschifffahrts-Gesellschaft (HSDG) kam als drittes Schiff der Bahia-Klasse der Hamburger Reederei 1913 für den Auswandererverkehr nach Südamerika in Dienst.
Das auf der Reiherstiegwerft gebaute Schiff wurde 1919 an Großbritannien ausgeliefert. 1922 kaufte die Reederei Hugo Stinnes das Schiff für ihren Südamerika-Dienst und brachte es als General Belgrano in Fahrt. Als die Stinnes-Reederei 1926 von der Hapag übernommen wurde, blieb das Schiff weiter im Dienst zum La Plata. Ende 1932 wurde das Schiff zum Abbruch verkauft, der auf der Deutschen Werft in Hamburg erfolgte.

## Bau- und Einsatzgeschichte
Die Bahia Castillo gehörte zu den vier großen Auswandererschiffen, die für die Hamburg-Süd ab 1911 von der Reiherstiegwerft und dem Bremer Vulkan gebaut wurden. Das Typschiff der Klasse, die Bahia Blanca mit der Baunummer 444, hatte die Reiherstiegwerft Anfang März 1912 abgeliefert. Die zweimastigen Schiffe konnten über 2.000 Auswanderer oder Saisonarbeiter transportieren und wurden zwischen Hamburg und Buenos Aires eingesetzt.
Die unter der Baunummer 446 gefertigte Bahia Castillo lief am 4. Januar 1913 vom Stapel und trat am 11. April 1913 ihre Jungfernfahrt nach Südamerika an. Die beiden vor ihr gefertigten Schiffe waren bereits seit März bzw. Mai 1912 im Einsatz. Gegenüber dem ersten Paar hatten die 1913 gelieferten Schiffe ein Deck mehr im Deckshaus und eine etwa doppelt so große Passagierkapazität in der II. Klasse. Die 1912 fertiggestellten ersten Schiffe wurden dann 1913 entsprechend nachgerüstet.
Beim Kriegsausbruch 1914 befanden sich die Bahia Castillo und die Buenos Aires in der Heimat, während die Bahia Blanca in Puerto Madryn und die Bahia Laura in Pernambuco aufgelegt wurden.
Die Bahia Castillo kam mit der Buenos Aires 1917 als Transporter bei der Besetzung der Baltischen Inseln zum Einsatz. Beide Schiffe wurden auch zum Transport der Ostsee-Division nach Finnland im April 1918 eingesetzt.

### Nachkriegsschicksal
Am  22. Mai 1919 wurde  die Bahia Castillo gemäß den Kapitulationsbedingungen an Großbritannien ausgeliefert, wo die Reederei Thompson & Co den Einsatz des Schiffes übernahm.
Im September 1922 kaufte dann die Stinnes-Reederei das Schiff nach Deutschland zurück und ließ es zu einem einfachen Passagierschiff für den Einsatz nach Südamerika umbauen, das Platz für 142 Fahrgäste in einer II. Klasse und 543 in einer III. Klasse bot. Als Name war anfangs General San Martin vorgesehen, es erhielt dann jedoch den Namen  General Belgrano  und war das größte Schiff der Stinnes-Linien.
Am 24. November 1926 wurde die General Belgrano mit anderen Schiffen der Stinnes-Reederei von der Hapag übernommen, ohne dass sich ihr Einsatzgebiet änderte. Den Hapag-Anteil am gemeinsamen Liniendienst nach Südamerika stellten nun die Baden, Bayern und Württemberg und die ex-Stinnes-Schiffe Holm (ex Badenia), General Mitre (ex Artus) sowie die General Belgrano. 1928 wurde die General Belgrano nach Norden entsandt, um bei der Rettung der vor Spitzbergen auf einer Kreuzfahrt beschädigten Monte Cervantes zu helfen. Beide Schiffe trafen sich in Tromsø, da der Hamburg-Süd-Kreuzfahrer inzwischen schon Unterstützung durch den sowjetischen Eisbrecher Krasin erhalten und die Schäden provisorisch repariert hatte. Der Havarist wurde vom Hochseeschlepper Seefalke nach Hamburg eingeschleppt.
Am 20. Dezember 1932 wurde die ehemalige Bahia Castillo an die Deutsche Werft in Hamburg verkauft, wo das Schiff dann als erstes der Bahia-Klasse abgebrochen wurde.
| Schicksal der Schwesterschiffe | Schicksal der Schwesterschiffe | Schicksal der Schwesterschiffe | Schicksal der Schwesterschiffe | Schicksal der Schwesterschiffe | Schicksal der Schwesterschiffe |
| ------------------------------ | ------------------------------ | ------------------------------ | ------------------------------ | ------------------------------ | --- |
| Name                           | Bauwerft                       | BRT                            | Stapellauf                     | in Dienst                      | weiteres Schicksal |
| Bahia Blanca                   | Reiherstieg BauNr. 444         | 9.349                          | 30. 12. 1911                   | 02. 03. 1912                   | 16. April 1918 an Argentinien verkauft, Truppentransporter und Versorgungsschiff, 1935 Verkauf nach Italien zum Abbruch, wegen des Abessinienkriegs Transporter und Umbenennung in Umbria (10.128 BRT), dann Linienfahrt für Lloyd Triestino nach Italienisch-Ostafrika und Indien, im Juni 1940 mit einer Munitionsladung vor Port Sudan von der Besatzung selbst versenkt, um Beschlagnahme durch Briten zu verhindern           |
| Buenos Aires                   | Bremer Vulkan BauNr. 554       | 9.155                          | 02. 04. 1912                   | 10. 05. 1912                   | 20. Juni 1919 an Frankreich ausgeliefert, anfangs von Chargeurs Reunis eingesetzt, 1921 an die Messageries Maritimes verkauft, Umbau der Passagiereinrichtung für 70 Fahrgäste I. Klasse / 56 II. Klasse / 108 III. Klasse, umbenannt in Cephee ab 1922 nach Australien und Nouméa eingesetzt, ab 1924 auch bis zu 2.000 Auswanderer, ab 1934 auch Reisen über Panama, Januar 1936 Verkauf zum Abbruch nach Blyth (Northumberland) |
| Bahia Laura                    | Bremer Vulkan BauNr. 562       | 9.790                          | 30. 12. 1911                   | 02. 03. 1912                   | 1. Juni 1917 in Pernambuco von Brasilien beschlagnahmt, als Caxias eingesetzt, ab 1923 vom Lloyd Brasileiro eingesetzt, umbenannt in Ruy Barbosa, Einsatz zwischen Brasilien und Hamburg, 1927 auch angekauft, am 31. Juli 1934 auf der Heimreise von Hamburg nahe dem Hafen Leixões gestrandet und gesunken |

Die Bahia-Namen wurden ab 1938 für von der DDG Hansa angekaufte Frachter erneut verwandt und ab 2007 für unter liberianischer Flagge laufende Container-Schiffe.